# 李嵩 (嘉靖進士)
李嵩（1517年—？），字中行，號前渠，河南歸德衛軍籍陝西西安府華州華陰縣人。

## 生平
正月初六日生，行二，治《易經》，由歸德州學增廣生中式嘉靖十六年（1537年）丁酉科河南鄉試第十七名舉人，年二十二歲中式嘉靖十七年（1538年）戊戌科會試第八十六名，第三甲第一百七十七名進士，历官山东濟南道佥事、山东副使，与蜀中杨慎、吴门王世贞、江右吴国伦为友，以诗相倡和。尝纂修《归德府志》若干卷行世。

## 家族
曾祖李貴；祖李通；父李芳；母宋氏；繼母周氏。具慶下，妻陳氏，兄李崑。